# Amata oblita
Amata oblita är en fjärilsart som beskrevs av Krüger 1919. Amata oblita ingår i släktet Amata och familjen björnspinnare. Inga underarter finns listade i Catalogue of Life.